# スター推理劇場
『スター推理劇場』（スターすいりげきじょう）は、1968年1月8日から同年5月6日までフジテレビ系列局が編成していたフジテレビ製作の単発テレビドラマ枠である。全18回。編成時間は毎週月曜 20:00 - 20:56 （日本標準時）。

## 放送作品一覧
括弧内はその作品の主演俳優・女優。
1. 不運な旅館（藤山寛美）
2. お安く殺します（栗塚旭）
3. 脅迫者（梓みちよ）
4. 逃げる（森繁久彌）
5. 一年半待て（森光子）
6. 失敗（宍戸錠）
7. あるサラリーマンの死（加東大介）
8. 散歩する霊柩車（長門裕之）
9. 泥棒志願（坂本九）
10. 一夜の恋に（天知茂）
11. 真昼の誘拐（平幹二朗）
12. 聖少女（岡田英次）
13. ある刑事（渥美清）
14. 蒼い疑惑（藤純子）
15. 離婚学入門（西村晃）
16. 二夜の女（池内淳子）
17. すばらしき晩餐（フランキー堺）
18. 蝮の家（長谷川哲夫）